# Sungai Batuang
Sungai Batuang is een bestuurslaag in het regentschap Sijunjung van de provincie West-Sumatra, Indonesië. Sungai Batuang telt 2023 inwoners (volkstelling 2010).